# Implantation ionique
 (mai 2025).
Si vous disposez d'ouvrages ou d'articles de référence ou si vous connaissez des sites web de qualité traitant du thème abordé ici, merci de compléter l'article en donnant les références utiles à sa vérifiabilité et en les liant à la section « Notes et références ».
L'implantation ionique est un procédé d'ingénierie des matériaux. Comme son nom l'indique, il est utilisé pour implanter les ions d'un matériau dans un autre solide, changeant de ce fait les propriétés physiques de ce solide,,,. L'implantation ionique est utilisée dans la fabrication des dispositifs à semi-conducteurs, pour le traitement de surface des métaux, ainsi que pour la recherche en science des matériaux. Les ions permettent à la fois de changer les propriétés chimiques de la cible, mais également les propriétés structurelles car la structure cristalline de la cible peut être abîmée ou même détruite.

## Principe de fonctionnement

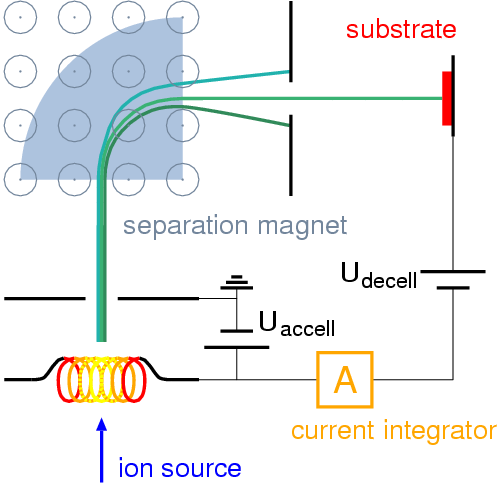
L'implantation ionique avec le séparateur de masse.

Un équipement d'implantation ionique se compose en règle générale d'une source de production d'ions, d'un accélérateur de particules et d'une chambre pour la cible. L'accélérateur utilise les propriétés électrostatiques de l'ion pour augmenter son énergie. La quantité de matériaux implantée, appelée la dose, est l'intégrale sur le temps du courant ionique. Les courants électriques en jeu dans les implanteurs sont de l'ordre du microampère au milliampère. Ils ne permettent donc d'implanter qu'une faible quantité d'ions. C'est la raison principale pour laquelle cette technique n'est utilisée que dans les domaines où la modification qui est recherchée est faible.
L'accélération des ions atteint typiquement des énergies allant de 10 à 500 keV. Toutefois, il est possible de se limiter à des énergies inférieures à 10 keV, mais dans ce cas la pénétration ne dépasse jamais les quelques nanomètres. On trouve également des accélérateurs qui sont capables d'accélérer des ions jusqu'à 5 MeV, mais cela provoque des dégâts structurels importants à la cible. Par ailleurs, étant donné que la distribution de la profondeur de pénétration est large, le changement de composition en un point donné est relativement faible.

## Applications

### En microélectronique
L'introduction de dopants dans un semi-conducteur est l'application la plus commune de l'implantation ionique. Les ions utilisés pour le dopage, tels que le bore, le phosphore ou l'arsenic, sont généralement produits à partir d'une source gazeuse, ce qui garantit une grande pureté de la source. Ces gaz sont généralement très dangereux. Lorsqu'ils sont implantés dans un semi-conducteur, chaque atome dopant crée un porteur de charge (trou ou électron suivant qu'il s'agit d'un dopant de type p ou n) modifiant ainsi localement la conductivité du semi-conducteur.
La mésotaxie est une méthode dans laquelle on fait croitre une phase cristallographiquement appariée sous la surface du cristal hôte (par opposition à l'épitaxie où la croissance de la phase appariée se fait à la surface du substrat). Dans ce processus, les ions sont implantés dans un matériau à l'aide d'une forte dose et d'une énergie élevée pour créer une seconde phase. La température est alors contrôlée afin que la structure cristalline de la cible ne soit pas détruite. L'orientation cristalline de la couche peut être organisée pour correspondre à celle de la cible, même si la structure cristalline exacte et la constante de réseau peuvent être très différentes. Par exemple, après l'implantation d'ions de nickel dans une plaquette de silicium, une couche de siliciure de nickel peut croître avec une orientation cristalline du siliciure correspondant à celle du silicium.
L'implantation ionique est également une méthode utilisée pour la préparation de substrats de silicium sur isolant (SOI) à partir de substrats de silicium conventionnel. La séparation par implantation d'oxygène (SIMOX) est un processus au cours duquel une forte dose d'oxygène implanté est converti en oxyde de silicium grâce à une forte température de recuit.

### En finition métallique
L'azote et d'autres ions peuvent implantés sur un outil en acier (forets, par exemple). Les changements structuraux causés par l'implantation produit une compression de la surface de l'acier qui empêche la propagation des fissures et rend le matériau plus résistant à la rupture. L'implantation modifie chimiquement la surface en formant un alliage qui peut rendre l'outil plus résistant à la corrosion. Pour certaines applications, comme des prothèses d'articulations, il est souhaitable d'avoir des surfaces très résistantes à la fois à la corrosion chimique et à l'usure due aux frottements. L'implantation ionique peut alors être utilisée pour concevoir les surfaces de tels dispositifs pour de meilleures performances.

## Problèmes liés à l'implantation

### Dommage cristallographique
Chaque ion produit de nombreux défauts ponctuels dans le cristal cible au moment de l'impact tels que des lacunes ou des atomes interstitiels. Les lacunes sont des points du réseau cristallin non occupés par un atome. Dans ce cas, de la collision entre l'ion et un atome cible résulte le transfert d'une quantité significative d'énergie qui éjecte cet atome cible. Celui-ci devient alors lui-même un projectile dans le solide et peut provoquer d'autres collisions successives. Lorsque cet atome (ou l'ion original lui-même) s'arrête dans le solide sans avoir trouvé de site vacant dans le réseau cristallin, on parle alors d'atome interstitiel. Ces défauts ponctuels peuvent également migrer ou se rassembler avec d'autres, résultant en des boucles de dislocation ou d'autres défauts.

### Canalisation ionique

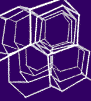
Structure diamant suivant la direction <110> montrant les canaux ioniques hexagonaux.

Si la cible possède une structure cristallographique, certains directions cristallographiques présentent une distance d'arrêt beaucoup plus faible que d'autres. Il en résulte que la portée d'un ion peut être beaucoup plus grande si l'ion se déplace exactement le long d'une direction particulière comme la direction <110> dans le silicium et d'autres matériaux avec une structure diamant. Cet effet est appelé canalisation ionique. Il s'agit d'un effet fortement non-linéaire où de petites variations par rapport à l'orientation cristalline se traduit par des écarts importants de profondeur d'implantation. Pour cette raison, la plupart des implantations sont réalisées légèrement désaxées de quelques degrés, où les petites erreurs d'alignement ont des effets plus prévisibles.
L'effet de canalisation ionique peut être directement utilisée pour la rétrodiffusion de Rutherford et les techniques connexes comme une méthode d'analyse pour déterminer la quantité et le profil de profondeur des dommages dans les couches minces cristallines.

### Amorphisation
La quantité de défauts générés par l'implantation peut suffire à amorphiser complètement la surface de la cible. Dans certains cas, une amorphisation complète de la cible est préférable à un cristal avec beaucoup de défauts car une nouvelle croissance peut être réalisée sur un film amorphe à une température inférieure à celle requise pour recuire un cristal très endommagé.

### Implantation par immersion plasma
L’implantation par immersion plasma (en anglais : Plasma-immersion ion implantation, PIII) , comme son nom l’indique, utilise un plasma comme source d’impuretés dopantes. Alors que l’implantation dite « classique » transporte des ions dans un faisceau, le substrat est ici directement immergé dans un plasma. Une fois le plasma créé dans la chambre de procédé, une tension négative est appliquée sur le porte-substrat. Une zone de charge d’espace est alors créée autour du « porte-substrat » et toutes les espèces ioniques positives contenues dans le plasma et se situant dans cette zone sont accélérées puis implantées dans le substrat avec une énergie égale à la tension de polarisation (pour un ion mono chargé). La dose d’ions implantés est directement proportionnelle au temps pendant lequel le substrat est exposé au plasma en présence de cette tension. Dans le cas de l'implantation PIII les ions ne sont pas triés avant d'être implantés, toutes les espèces positives du plasma sont implantées dans le substrat.
Comparée à l'implantation classique, cette technique de dopage comporte plusieurs avantages. Tout d'abord, elle s'affranchit de la création d'un faisceau d'ions qui demande une énergie minimum afin de transporter les ions et entraine des contaminations énergétiques (implantation d'ions à une énergie supérieure). L'implantation par immersion plasma permet des implantations a de très faibles énergie (< 500 eV) et donc sur une faible profondeur. Ceci lui offre un intérêt pour toutes les nanotechnologies demandant des implantations sur de faibles épaisseurs (<10nm). L'autre intérêt de l'implantation PIII est le fait qu'elle soit multidirectionnelle. On peut ainsi implanter sur le flanc d'un motif sans orienter le substrat.